# Blauwe wijting
De blauwe wijting (Micromesistius poutassou) is een straalvinnige vis uit de familie van kabeljauwen (Gadidae), orde kabeljauwachtigen (Gadiformes).

## Beschrijving
Levende blauwe wijtings zijn inderdaad blauw, maar verkleuren naar grijs als ze dood zijn. Van onderen zijn ze zilverwit. De vis heeft drie rugvinnen, met resp. 11-14, 10-14 en 20-26 vinstralen. De eerste twee rugvinnen zijn bijna even groot en daarin verschilt hij opvallend van de gewone wijting. De twee aarsvinnen hebben resp. 33-41 en 20-27 vinstralen.
De volwassen blauwe wijting is gemiddeld 22 cm en kan maximaal 50 cm lang en 830 gram zwaar worden. De hoogst geregistreerde leeftijd is 20 jaar.

## Verspreiding en leefwijze
De blauwe wijting is een zoutwatervis die voorkomt in de Barentszzee, oostelijke Noorse Zee, rond IJsland en zuidelijk in de Atlantische Oceaan tot aan Afrika en in het westelijk deel van de Middellandse Zee, dan weer naar het noordwestelijke deel van de Atlantische Oceaan naar Groenland en de kusten van zuid Canada en het noorden van de VS. De diepte waarop de soort voorkomt is 150 tot 3000 meter (meestal 300 tot 400 meter). De vis verplaatst zich 's nachts richting wateroppervlak en verblijft overdag bij de bodem, soms op grote diepten op de hellingen van het continentaal plat.
De blauwe wijting is zeldzaam in de zuidelijke Noordzee, dus ook aan de kusten van de Lage Landen. Soms trekken plotseling grote scholen jonge blauwe wijtingen uit de Golf van Biskaje Het Kanaal en de Noordzee binnen. Dit gebeurde in 1954 en 1979.
Jonge blauwe wijting leeft van macrofauna en zoöplankton, oude vissen eten inktvis en kleine visjes.

## Relatie tot de mens

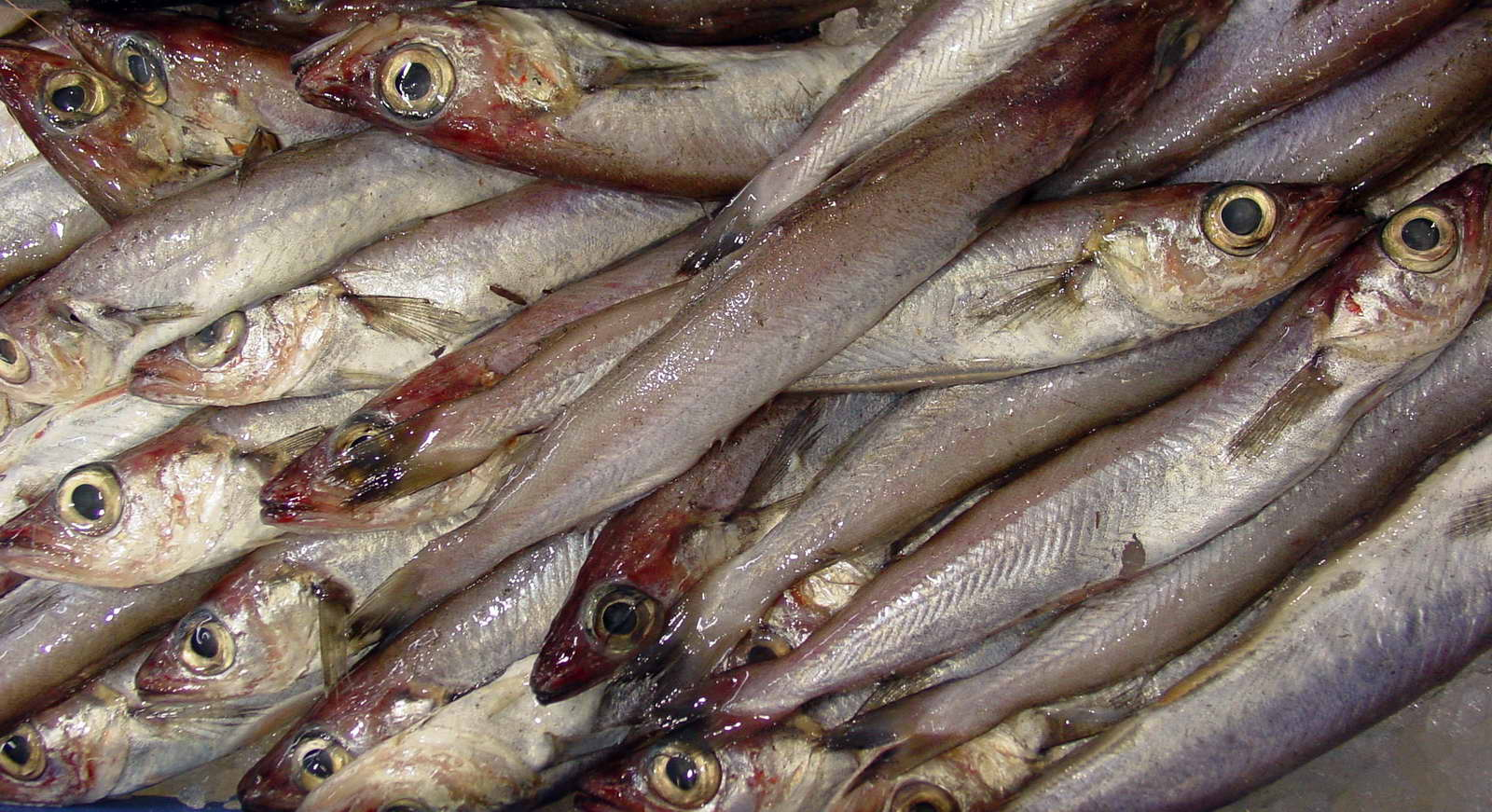
Verse blauwe wijting.

De blauwe wijting is voor de beroepsvisserij van groot belang. In Nederland is de vis niet als verse vis bij de visboer te koop, maar wordt de aanvoer slechts gebruikt als typische industrievis. Blauwe wijting wordt onder meer verwerkt tot vismeel maar ook voor menselijke consumptie als kibbeling en in surimi.